# جامعة بيان
جامعة بيان هي جامعة أهلية مقرها في مدينة أربيل في إقليم كردستان، العراق.
تأسست الجامعة في عام 2013، وتمتلكها عائلة محمد سعيد حسن الحيالي المالك السابق للجامعة الملكية البريطانية المنحلة في أربيل.

## الكليات والأقسام
تضم الجامعات الكليات والأقسام التالية:
- كلية القانون
- كلية الهندسة، وتضم الأقسام التالية:
  - الهندسة المدنية
  - الهندسة المعمارية
- كلية تكنولوجيا المعلومات، وتضم قسم علوم الحاسوب.
- كلية اللغات، وتضم قسم اللغة الإنكليزية
- كلية الإدارة، وتضم الأقسام التالية:
  - قسم إدارة الأعمال
  - قسم المحاسبة

## معرض صور

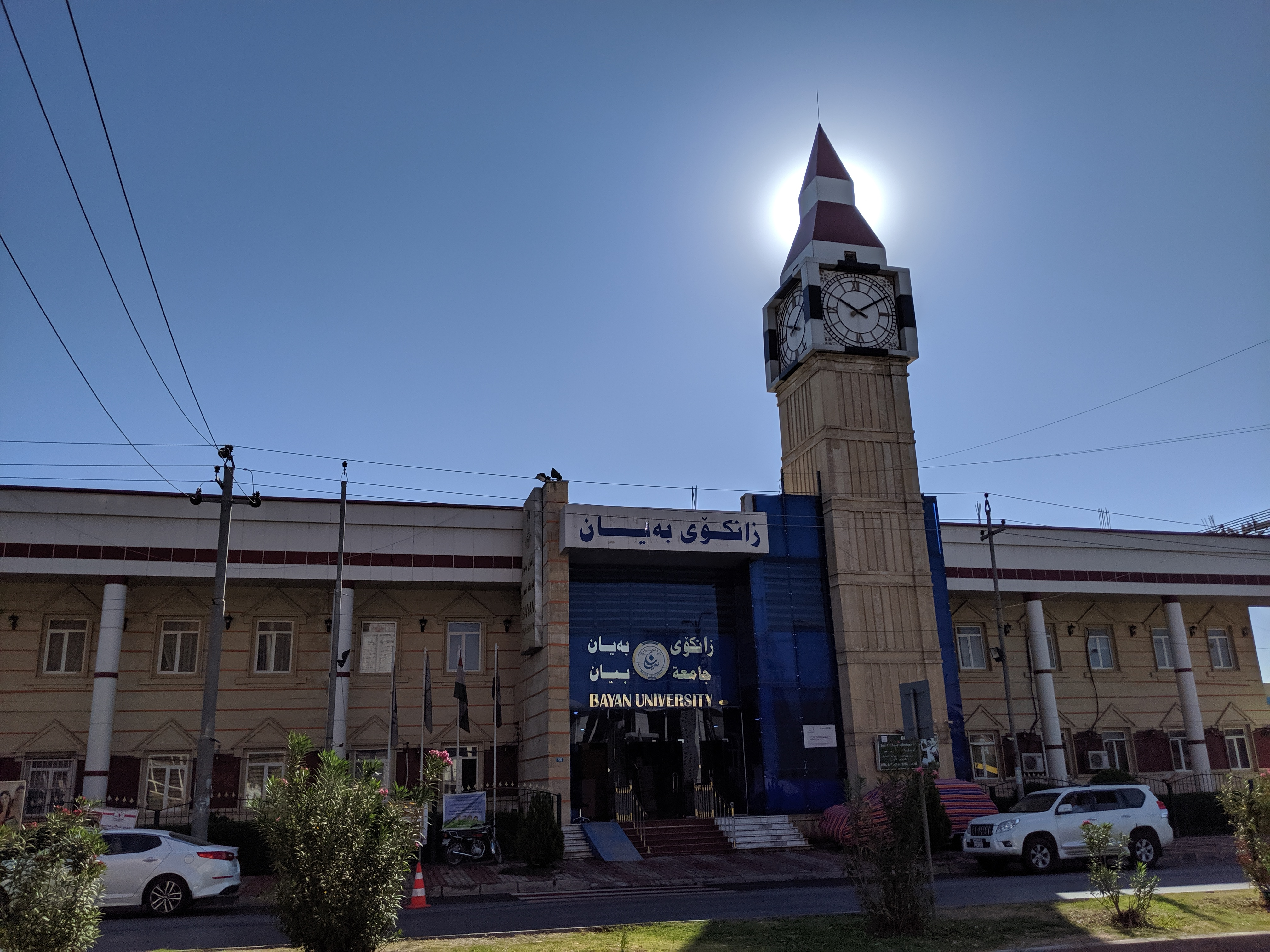
جامعة بيان
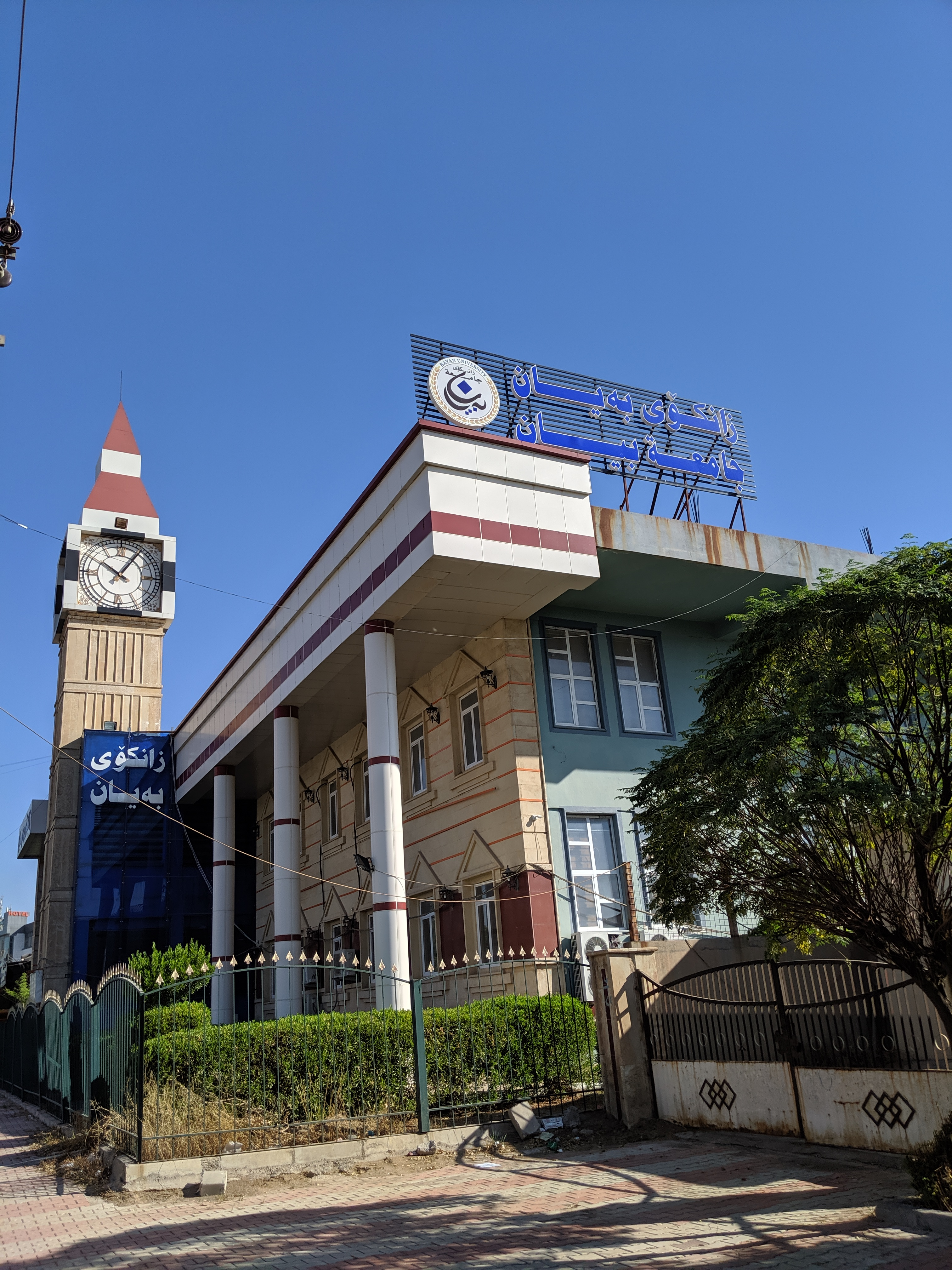
جامعة بيان

## الموقع الرسمي
- الموقع الرسمي